# Cité Asecna (Niamey)
Cité Asecna ist ein Stadtviertel (französisch: quartier) im Arrondissement Niamey IV der Stadt Niamey in Niger.

## Geographie
Cité Asecna liegt in der Nähe des Flughafens Niamey im Osten des urbanen Gemeindegebiets von Niamey. Weiter östlich schließen die Stadtviertel Aéroport I und Aéroport II an. Die Böden im Stadtviertel sind überwiegend stark eisenhaltig, wodurch keine Einsickerung möglich ist.

## Geschichte
Das französische Wort Cité bedeutet „Stadt“, Asecna ist die Abkürzung der panafrikanischen Flugsicherheitsagentur Agence pour la sécurité de la navigation aérienne en Afrique et à Madagascar, deren Gründungsmitglied Niger 1959 war. Die Asecna betreibt im Niameyer Stadtteil Plateau seit 1963 die Ausbildungsstätte Ecole Africaine de la Météorologie et de l’Aviation Civile (EAMAC).

## Bevölkerung
Bei der Volkszählung 2012 hatte Cité Asecna 2057 Einwohner, die in 324 Haushalten lebten.